# Haplochromis loati
Haplochromis loati es una especie de peces de la familia Cichlidae en el orden de los Perciformes.

## Morfología
Los machos pueden llegar alcanzar los 5,2 cm de longitud total.

## Distribución geográfica
Se encuentra en el río Nilo y en el lago Alberto (África).